# Propithecus candidus
Sifaka-sedoso (Propithecus candidus) é uma espécie de lêmure, caracterizado por possui uma sedosa e longa pelagem. Possui distribuição geográfica restrita ao nordeste de Madagascar, onde é conhecido localmente por simpona. É um dos mamíferos mais raros do mundo, e está listado pela IUCN como um dos 25 primatas mais ameaçados do mundo. Essa espécie é uma das nove espécies de sifaka e uma das quatro que eram consideradas subespécies de Propithecus diadema. Estudos em 2004 e 2007 compararam proporções, genética, e anatomia crânio-dental, suportando que é uma espécie propriamente dita, o que é aceito, geralmente.
Propithecus candidus tem uma estrutura social variável, e vive em grupos de dois a nove indivíduos. Passa a maior parte do tempo se alimentando e descansando, embora também gaste considerável parcela do tempo com interações sociais, como brincar e a catação, e deslocamentos. Fêmeas ocasionalmente possuem prioridade sobre os machos durante a alimentação. Como outras sifakas do leste, consomem principalmente folhas e sementes, mas também frutos, flores e até mesmo, terra. Possui sazonalidade na reprodução e copula apenas durante um dia do ano, no início da estação chuvosa. Como outras espécie do gênero, o cuidado por parte de outros membros do grupo é comum. Membros de todas as idades e sexos frequentemente catam, brincam e ocasionalmente carregam, e até mesmo amamentam os infantes que não são deles mesmo. Vocalizam com bastante frequência, apesar delas consistirem de apenas sete vocalizações no adulto. Como todos os lêmures, a marcação com cheiro é uma importante forma de comunicação. Machos marcam o território, frequentemente, colocando cheiro sobre a marcação de outros membros do grupo, principalmente fêmeas. Também arranham árvores com seu pente dentário. A marcação consiste em esfregar o peitoral nos troncos, o que acaba dando uma coloração amarronzada dessa região nos machos, permitindo diferenciar o sexo dessa forma, na espécie.
Ocorre em poucas unidades de conservação de Madagascar, sendo que a maior parte ocorre no Parque Nacional Marojejy e na Reserva de Anjanaharibe-Sud. Poucos grupos são conhecidos no Parque Natural Makira, no Corredor de Betaolana, e em fragmentos de floresta não protegidos. A espécie é caçada ao longo de sua distribuição e não há nenhum tabu local quanto ao seu consumo como alimento. Alterações no habitat, como as feitas pela agricultura itinerante, desmatamento ilegal, ocorrem mesmo dentro de áreas protegidas.